# Saint-Lunaire
Saint-Lunaire är en kommun i departementet Ille-et-Vilaine i regionen Bretagne i nordvästra Frankrike. Kommunen ligger i kantonen Dinard som tillhör arrondissementet Saint-Malo. År 2022 hade Saint-Lunaire 2 647 invånare.

## Befolkningsutveckling
Antalet invånare i kommunen Saint-Lunaire
Referens:INSEE